# 18818 Yasuhiko
18818 Yasuhiko è un asteroide della fascia principale. Scoperto nel 1999, presenta un'orbita caratterizzata da un semiasse maggiore pari a 2,2850847 UA e da un'eccentricità di 0,1357910, inclinata di 6,08731° rispetto all'eclittica.